# Xyris itambensis
Xyris itambensis är en gräsväxtart som beskrevs av Robert Kral och Maria das Graças Lapa Wanderley. Xyris itambensis ingår i släktet Xyris och familjen Xyridaceae. Inga underarter finns listade i Catalogue of Life.